# Vallentuna (Gemeinde)
Koordinaten: 59° 32′ N, 18° 5′ O

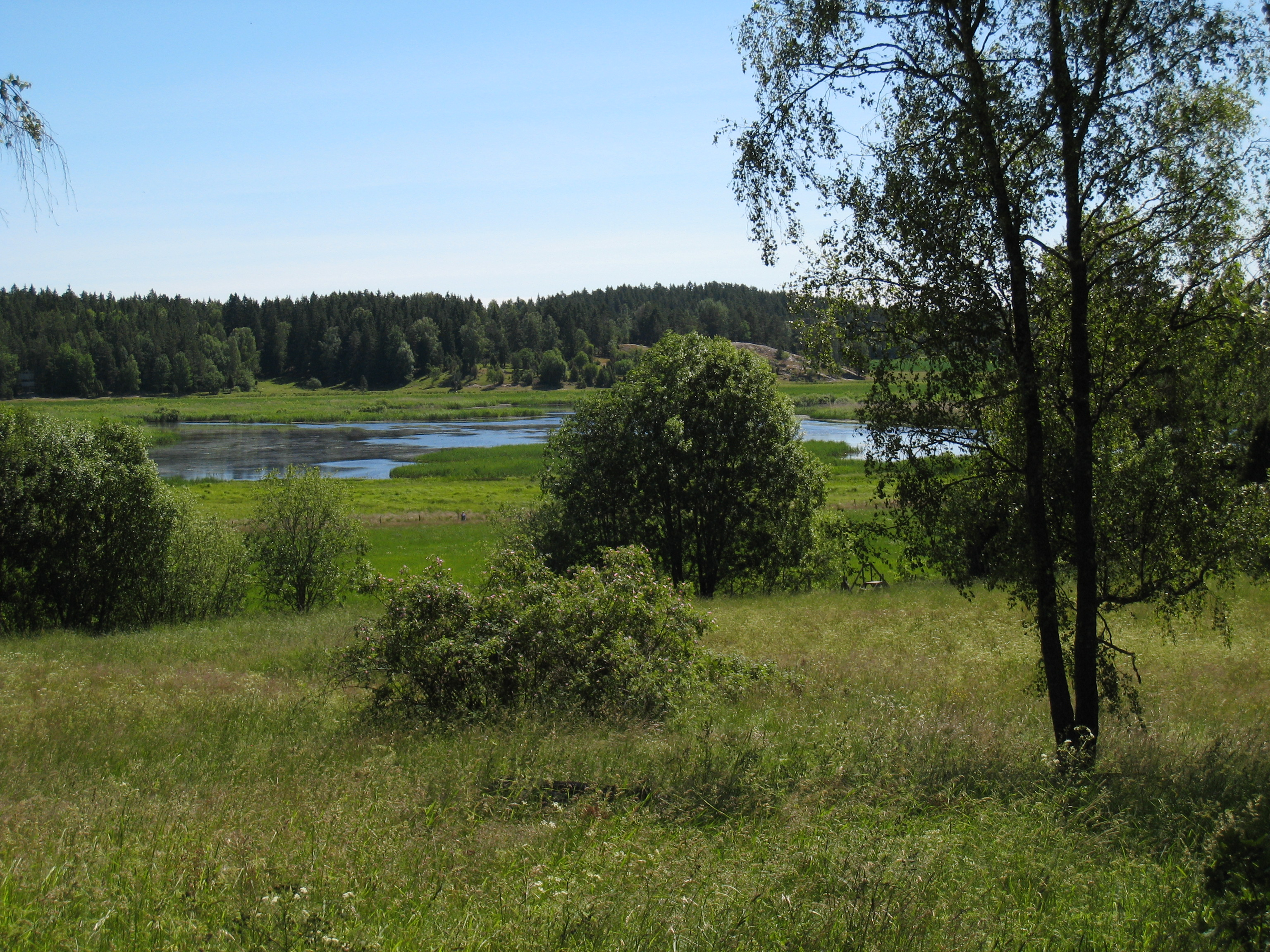
Naturschutzgebiet Angarnssjöängen im Frühsommer

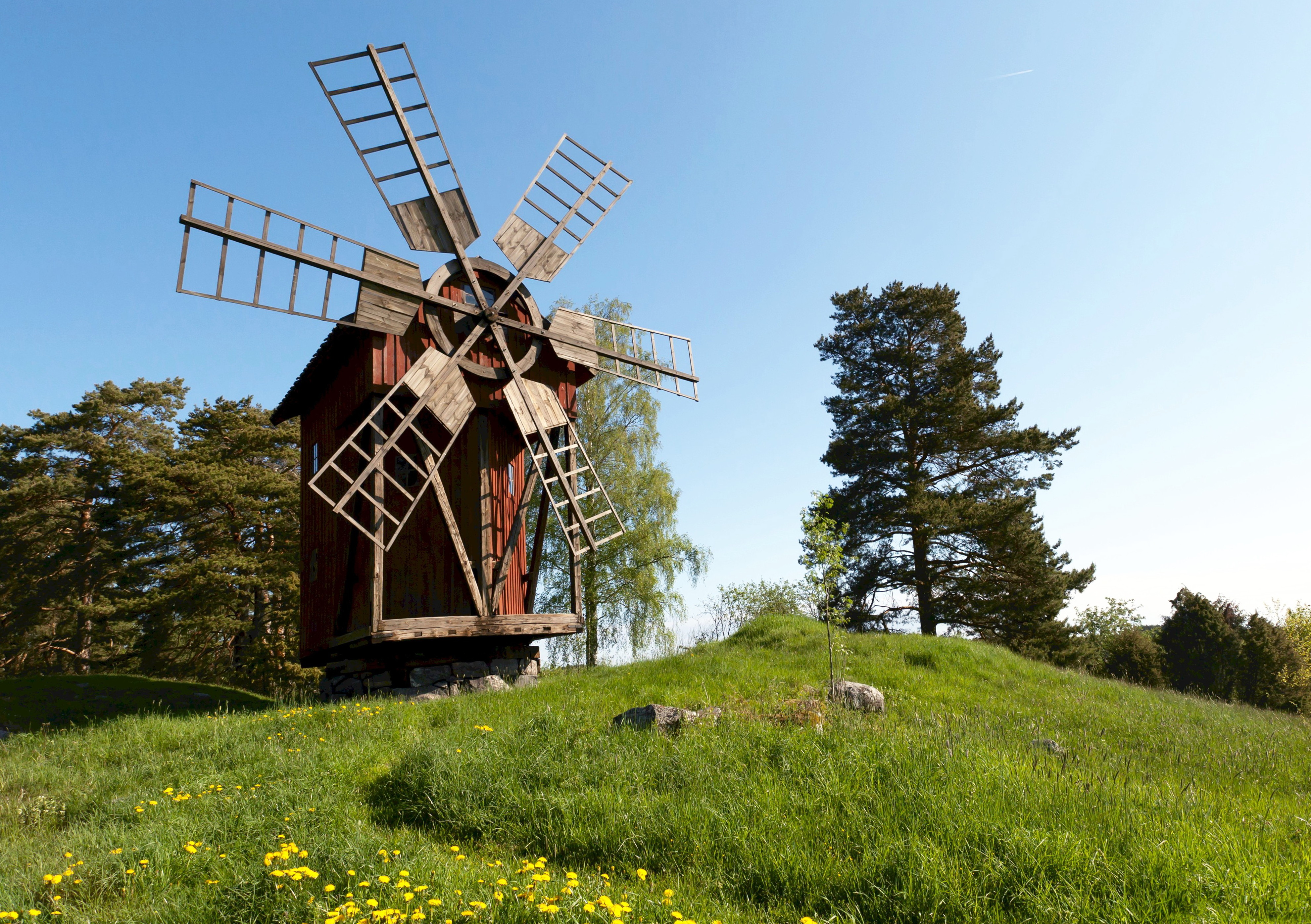
Mühle in Brottby

Vallentuna ist eine Gemeinde (schwedisch kommun) in der schwedischen Provinz Stockholms län und der historischen Provinz Uppland. Der Hauptort der Gemeinde ist Vallentuna.

## Geographie und Natur
Die Gemeinde liegt etwa 25 km nördlich von Stockholm und stellt eine Mischung aus Wald- und Ackerflächen dar, die durch kleine Gewässer und Siedlungen unterbrochen wird. Das Naturschutzgebiet Angarnssjöängen, in dem über 200 Vogelarten beobachtet worden sind, ist als Reichsinteresse eingestuft.

## Geschichte
Bei der Verwaltungsreform von 1952 wurden die hier befindlichen 8 Kirchengemeinden (socken) zu den Gemeinden Vallentuna und Össeby zusammengefasst. Bei einer weiteren Reform von 1971 vereinigte man diese beiden Gemeinden.

## Wirtschaft
Die Wirtschaft der Gemeinde zeichnet sich durch eine große Anzahl kleinerer und mittelgroßer Betriebe aus. In touristischer Hinsicht setzt Vallentuna auf sportliche Aktivitäten, wie Reiten, Paddeln, Wandern und Golf, wofür es viele Möglichkeiten gibt.
Lange Zeit war die Roslagsbanan ein wichtiger Faktor für die Entwicklung der Gemeinde, da mit ihr Erzeugnisse der Region weitertransportiert wurden. Heute werden die Züge nur noch für den Personentransport eingesetzt.

## Orte
- Brottby
- Karby
- Kårsta
- Lindholmen
- Vallentuna

## Persönlichkeiten
- Göthe Hedlund (1918–2003), Eisschnellläufer
- Måns Mårlind (* 1969), Regisseur und Drehbuchautor
- Linda Ulvaeus (* 1973), schwedische Schauspielerin